# Suzuki FR50
La Suzuki FR50 (スズキ・バーディー Suzuki Bādī?, Suzuki Birdie), es una motocicleta de estilo underbone producida por la empresa japonesa Suzuki desde 1974 hasta mediados de la década de 1980. Era muy similar en diseño a la Suzuki FR80.

## Características

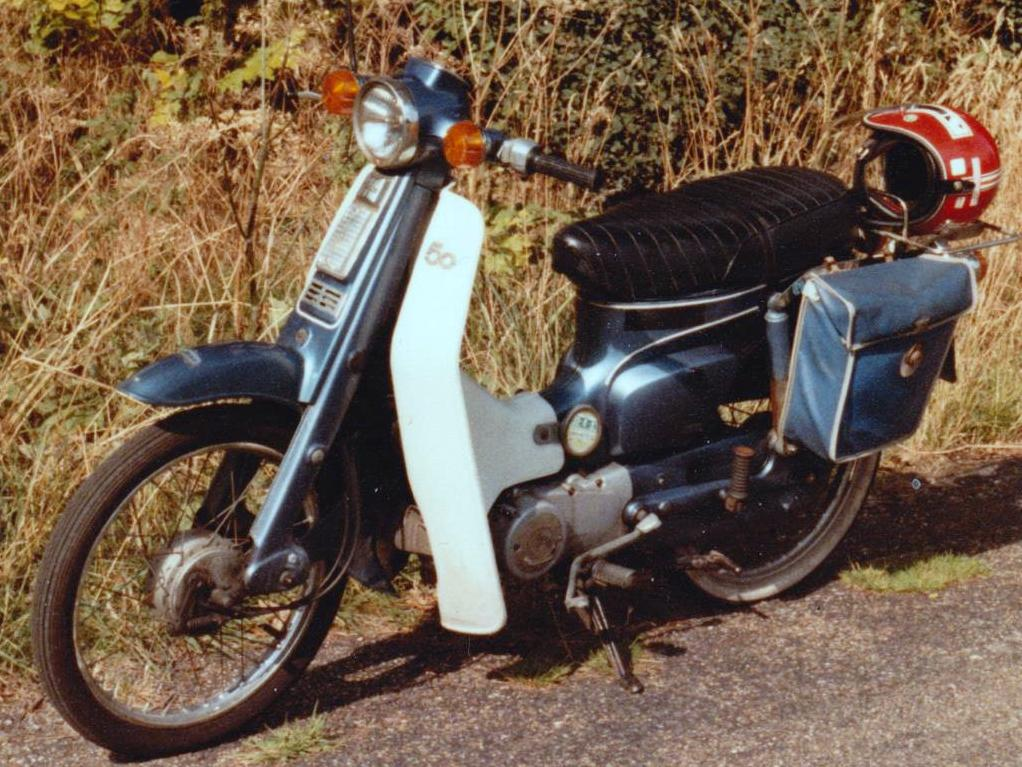
Suzuki FR50 de 1975

La FR50 estaba impulsada por un motor monocilíndrico de 49 cm³ (3 plg³) de dos tiempos, refrigerado por aire, que incorporaba un sistema de auto-mezcla (el sistema de Suzuki CCI), de forma que tenía un depósito para el aceite y otro para la gasolina por separado. Se ponía en marcha mediante un mecanismo de arranque que hacía girar el motor. A pesar de tener menos de 50 cc, la normativa del Reino Unido la clasificaba como una motocicleta en lugar de un ciclomotor (en este último caso, habría requerido la instalación de unos pedales capaces de impulsar la máquina).
Tenía instalada una pequeña batería de 6 V (seis voltios) y un interruptor de encendido para facilitar el arranque y proporcionar energía constante y uniforme a las luces y a la bocina.
Al igual que la FR80, el motor impulsa una caja de cambios semiautomática de 3 velocidades, con un cambio de marcha de talón y punta.
A principios de la década de 1970, Suzuki comenzó a exportar la FR50, seguida de la introducción de la FR 50K, una versión mejorada en 1974, cuya fabricación se suspendió en agosto de 1975. La producción no se reanudó hasta febrero de 1981 en forma de una versión aún más mejorada, la FR50 X.
La FR80 reemplazó a la FR70 en el verano de 1976.